# Aeroportul Municipal Manila
Aeroportul Municipal Manila (IATA: MXA, ICAO: KMXA, FAA LID: MXA) este un aeroport din Arkansas, Statele Unite ale Americii ce deservește zona Manila⁠(d). A fost numit după zona deservită.
Situat la o altitudine de 74 m, aeroportul dispune de 1 pistă.

## Infrastructură

### Piste
Aeroportul dispune de o singură pistă. Pista 18/36 are suprafața de asfalt și dimensiunile 4.200 picioare × 75 picioare. 